# 名古屋市立旭丘小学校
名古屋市立旭丘小学校（なごやしりつ あさひがおかしょうがっこう）は、名古屋市東区徳川町にある公立小学校である。

## 概要
名古屋市東区のJR中央本線のすぐ西側の地域のうち北側を学区とする公立小学校であり、1872年1月の第三義校創設をもってその始まりとしている。その後校名の変更・校地の移転を経ながら1929年（昭和4年）より現校地に所在している。
学区は尾張徳川家第2代藩主徳川光友の隠居所をルーツに持つ徳川園（徳川美術館・名古屋市蓬左文庫）もある閑静な住宅地である。

## 沿革
記述にあたっては、旭丘小学校公式サイトの他、『開学100周年記念 旭丘』・『学校要覧 旭丘』・『開学120周年記念学校要覧 旭丘』を参照した。

### 経緯
旭丘小学校は、1872年（明治5年）1月の学区内相応寺における第三義校創設をもってその始まりとしている。明治期においては校地を移転しつつ校名を何度か変更し、1929年（昭和4年）の鉄筋校舎竣工時に現在の校地に移った。太平洋戦争時には空襲による被害は受けたものの校舎の全焼は免れ、戦後、戦災で校舎を失った近隣の古新国民学校を統合し名古屋市旭丘国民学校となり、1947年（昭和22年）に現在の校名となる。その後新制中学校地・校舎整備のため一時名古屋市立東白壁小学校と統合し名古屋市立旭白壁小学校となった時期を経て、1956年（昭和31年）に旧古新国民学校校地に分校を設置、1971年（昭和46年）に名古屋市立明倫小学校として分離する。1982年（昭和57年）には戦前から用いていた校舎を解体改築した新校舎が竣工した。1984年（昭和59年）には校旗・校歌を制定している。

### 年表
- 1872年 - 1月、相応寺において第三義校が開校する。
- 1874年 - 第十二番就将学校と改称する。
- 1876年 - 第十二番坂上学校と改称する。
- 1882年 - 第十三区公立山口学校と改称する。
- 1886年 - 相応寺境内に校舎を新設する。
- 1887年 - 名古屋区尋常小学山口学校と改称する。
- 1893年 - 名古屋市の成立により、名古屋市山口尋常小学校と改称する。
- 1898年 - 学区内前ノ町（現徳川一丁目）に校舎を新設し、校地を移転する。
- 1929年 - 現校地に3階建鉄筋校舎が竣工し、校地を移転する。
- 1941年 - 国民学校令により名古屋市山口国民学校と改称する。
- 1946年 - 名古屋市古新国民学校を統合し、名古屋市旭丘国民学校と改称する。
- 1947年 - 学制改革により名古屋市立旭丘小学校と改称する。
- 1948年 - 9月、名古屋市立東白壁小学校を統合し名古屋市立旭白壁小学校と改称する。
- 1949年 - 8月、名古屋市立東白壁小学校を分離し名古屋市立旭丘小学校に戻る。
- 1956年 - 旧古新国民学校校地に分校を設置する。
- 1971年 - 分校が名古屋市立明倫小学校として独立する。
- 1982年 - 新校舎が竣工する。
- 1983年 - 名古屋市の友好都市である中国南京市の副市長一行が来校する。
- 1984年 - 校旗・校歌を制定。校歌は作詞太田吉郎、作曲外山雄三。
- 1995年 - 校訓を制定する。校歌の歌詞の一節からとったもの。
- 2002年 - トワイライトスクール開設。

## 教育方針
教育目標である「明朗で心身ともにたくましく自主性・社会性に富み、人間性豊かな児童の育成に努める」にのっとり、
1. 明朗で心身ともにたくましい子
2. 自主性・社会性に富む子
3. 人間性豊かな子

の育成を目指している。

## 児童数
旭丘小学校公式サイトの記載から抜粋。（2010年5月1日現在）
| 学年 | 1年 | 2年 | 3年 | 4年 | 5年 | 6年 | 特殊 | 合計 |
| ---- | --- | --- | --- | --- | --- | --- | ---- | ---- |
| 学級 | 3   | 3   | 2   | 2   | 3   | 3   | 2    | 18   |
| 児童 | 73  | 64  | 75  | 80  | 88  | 93  | 10   | 483  |

### 児童数の変遷
『愛知県小中学校誌』（1998年）によると、児童数の変遷は以下の通りである。
| 1947年（昭和22年） | 1,087人 |  |
| 1957年（昭和32年） | 1,973人 |  |
| 1967年（昭和42年） | 1,421人 |  |
| 1977年（昭和52年） | 608人   |  |
| 1987年（昭和62年） | 609人   |  |
| 1997年（平成9年）  | 494人   |  |

## 通学区域
名古屋市東区

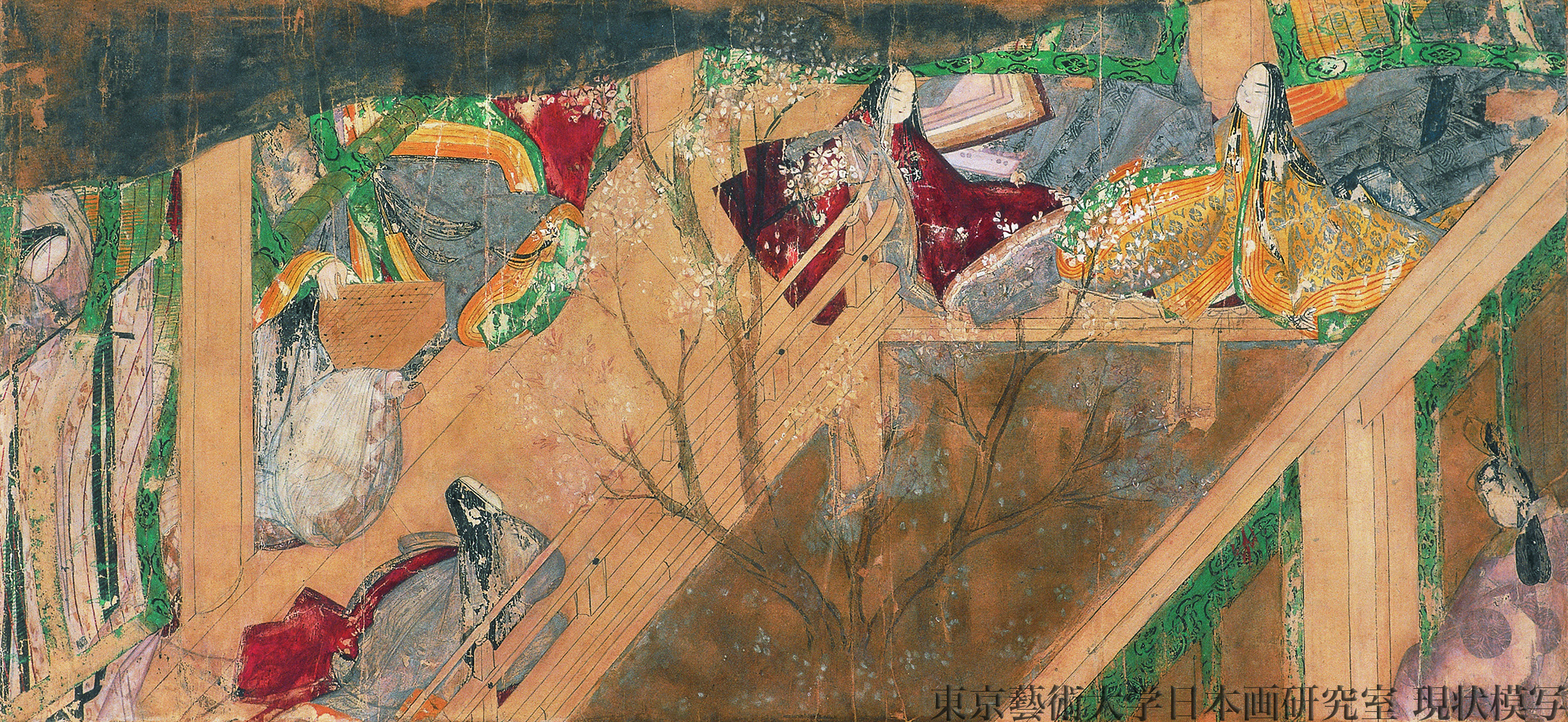
源氏物語絵巻 竹河二
（徳川美術館蔵）

- 徳川町、東大曽根町、山口町、大曽根一丁目・二丁目、徳川二丁目の全部
- 徳川一丁目、新出来一丁目、芳野三丁目の一部
- 当学区は大部分が住居表示実施[注 1][5]地域であるが、一部に未実施地域がある。

### 通学区域の詳細
2010年（平成22年）国勢調査によると、学区の面積は0.756km2、世帯数は4372世帯、人口は8800人である。2005年国勢調査時は世帯数4165世帯、人口8635人であり、それぞれ5.0%、1.9%の増加となっている。
学区はほぼ全体が住宅地である。学区内には尾張徳川家時代にそのルーツを持つ徳川園があり、園内の徳川美術館・名古屋市蓬左文庫には国宝『源氏物語絵巻』を始めとする尾張徳川家の所蔵品や蔵書が多数展示されている。
記述にあたっては、『名古屋の町（大字）・丁目別人口（平成22年国勢調査）』行政区別統計表を参照した。

### 隣接する公立小学校区
いずれも名古屋市立の小学校である。
- 明倫小学校（東区） - 当学区の南東側、旭丘小学校と2校で名古屋市立桜丘中学校区を構成する。
- 筒井小学校（東区） - 当学区の南側。
- 東白壁小学校（東区） - 当学区の西側。
- 杉村小学校（北区） - 当学区の北西側。
- 六郷小学校（北区） - 当学区の北側。
- 矢田小学校（東区） - 当学区の北東側。

### 進学先中学校
名古屋市では公立学校選択制が導入されていないことから、旭丘小学校を卒業した児童の公立中学校進学先は名古屋市立桜丘中学校となる（進学時に学区の変更を伴う転居などがない場合）。

### 学区内の主な施設

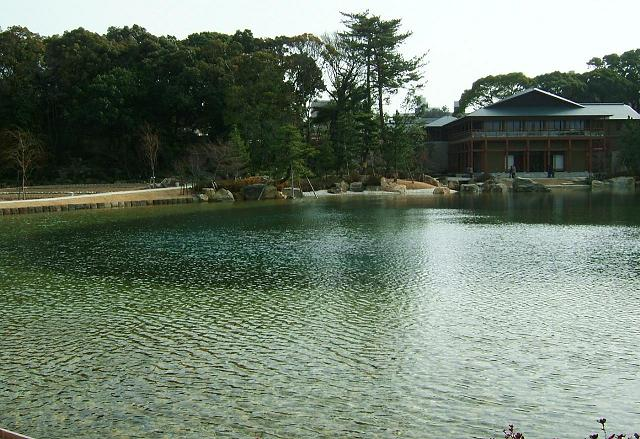
徳川園

- 徳川園
  - 徳川美術館
  - 名古屋市蓬左文庫
- 片山八幡神社
- 関貞寺
- 了義院
- 名古屋市立桜丘中学校

## 交通アクセス
- 名鉄瀬戸線森下駅より徒歩約5分。
- JR中央本線大曽根駅南口より徒歩約12分。
- 名古屋市営地下鉄名城線大曽根駅より徒歩約14分。